# Virserumssjön
Virserumssjön är en sjö i Hultsfreds kommun i Småland och ingår i Emåns huvudavrinningsområde. Sjön är 24,2 meter djup, har en yta på 1,14 kvadratkilometer och befinner sig 144 meter över havet. Sjön avvattnas av Virserumsån. Vid provfiske har bland annat abborre, braxen, gädda, pridefisken också känd som regnbåge och gös fångats i sjön.
Tätorten Virserum ligger vid sjöns östra del. Naturreservatet Länsmansgårdsängen ligger vid den östra stranden, i samhället.

## Delavrinningsområde
Virserumssjön ingår i det delavrinningsområde som SMHI kallar för Utloppet av Virserumssjön. Medelhöjden är 152 meter över havet och ytan är 7,88 kvadratkilometer. Räknas de 14 avrinningsområdena uppströms in blir den ackumulerade arean 265,25 kvadratkilometer. Gårdvedaån, som närmast Virserumssjön kallas Virserumsån, avvattnar sjön. Avrinningsområdet består mestadels av skog (50 %). Avrinningsområdet har 1,14 kvadratkilometer vattenytor vilket ger det en sjöprocent på 14,5 %. Bebyggelsen i området täcker en yta av 1,21 kvadratkilometer eller 15 % av avrinningsområdet.

## Fisk
Vid provfiske har följande fisk fångats i sjön:

- Abborre
- Braxen
- Gädda
- Gös
- Löja
- Mört
- Sarv
- Sik
- Sutare